# Ulica Zebrzydowicka w Rybniku
Ulica Zebrzydowicka w Rybniku – jedna z głównych i bardziej ruchliwych ulic w Rybniku. Ulica rozciąga się od skrzyżowania z krzyżem z Ulicą Raciborską i kończy na granicy z Jejkowicami na skrzyżowaniu z ul. Wiatraczną.
Droga biegnie ze wschodu na zachód.

## Obiekty
- sklep Kaufland
- centrum handlowe Domus[2]
- skwer z Czerwonym Mostkiem[3]
- sklep Auchan
- sklep Biedronka
- Kaplica św. Jana Nepomucena[4]
- Kościół Matki Bożej Szkapleżnej i św. Piusa X[5]